# Basmala

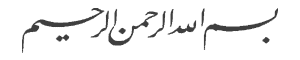
Bismala en caligrafía de estilo persa

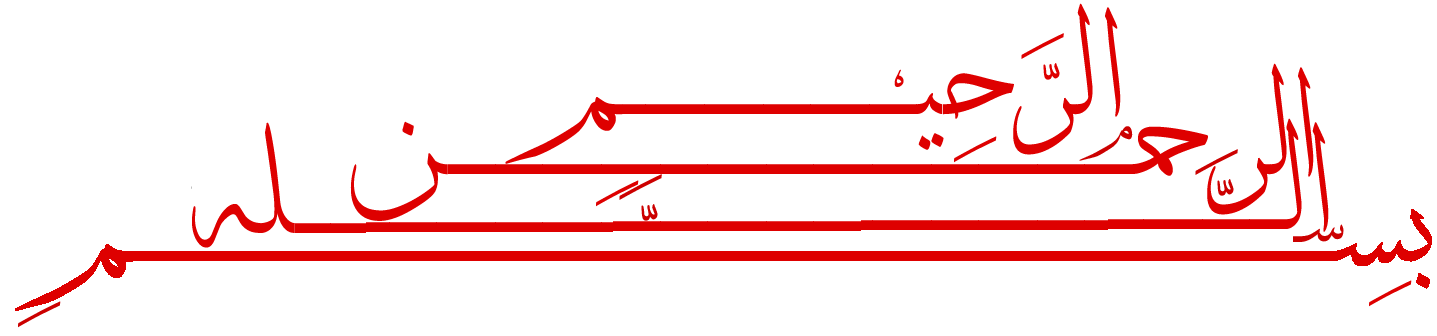

 La bismala (en árabe, بسملة) es una fórmula ritual islámica con la que se inician las suras o capítulos del Corán (a excepción del noveno sura llamado At-Tawba) y que los musulmanes utilizan también para iniciar distintos tipos de documentos o acciones, así como motivo ornamental. La basmala dice: بِسْمِ ٱللَّٰهِ ٱلرَّحْمَٰنِ ٱلرَّحِيمِ bismi-llāhi r-raḥmāni r-raḥīm, que se suele traducir como "En el nombre de Dios, el Clemente, el Misericordioso".

## Generalidades
Como todos los contenidos del Corán, se pronuncia siempre en árabe, lengua litúrgica del Islam. La palabra basmala está formada con las cuatro primeras consonantes de la fórmula más la letra llamada ta marbuta como terminación de género femenino.
La basmala encabeza 113 de las 114 azoras del Corán, aunque no es considerada como aleya o versículo salvo en el caso de la Fatiha, la primera azora y la azora de la "Hormiga" aleya treinta. Está ausente de la azora 9, probablemente porque esta formaba en origen un todo con la 8 o porque la azora 9 constituye una azora cargada de advertencias. Encabeza además en muchos lugares los textos oficiales, las cartas, se escribe en la parte superior de las pizarras en los centros de enseñanza e incluso puede encontrarse en la cabecera de los periódicos. Muchos musulmanes la pronuncian al iniciar diversas acciones, completa o en forma abreviada: bismi llāh, "en el nombre de Dios".
Es también la frase más utilizada en la caligrafía árabe ornamental: la mayor parte de las figuras y composiciones realizadas por los calígrafos contienen la basmala. Estas composiciones caligráficas cuelgan con frecuencia de las paredes de los hogares musulmanes o de los comercios y centros de trabajo, en un uso análogo al que se hace en los países católicos del crucifijo u otras imágenes.
En numerología, la suma de los valores numéricos asignados a las letras que componen la basmala da como resultado la cifra 786. Por esta razón, en algunos lugares y especialmente en la India y Pakistán este número sustituye a veces a la basmala. Esta es, sin embargo, una práctica no reconocida por la mayoría de los musulmanes.
Los cristianos árabes utilizan también en ocasiones la palabra basmala para referirse a la fórmula "en el nombre del Padre, del Hijo y del Espíritu Santo" (en árabe, باسم الآب والابن والروح القدس bismi l-āb, wa-l-ibn, wa-r-rūḥ al-quds).

## Informática
En Unicode, el basmala se codifica como una ligadura: U+FDFD ﷽.